# Greater Boston

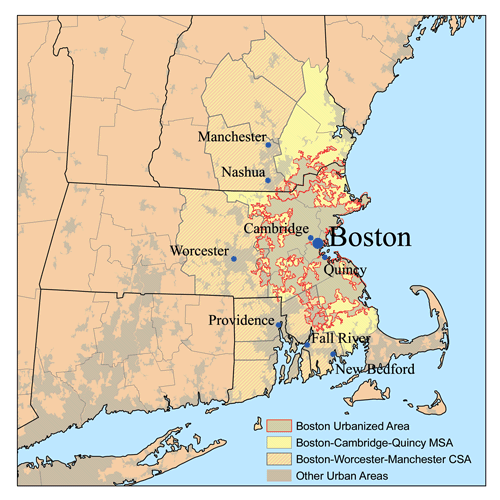
Karta över Greater Boston.

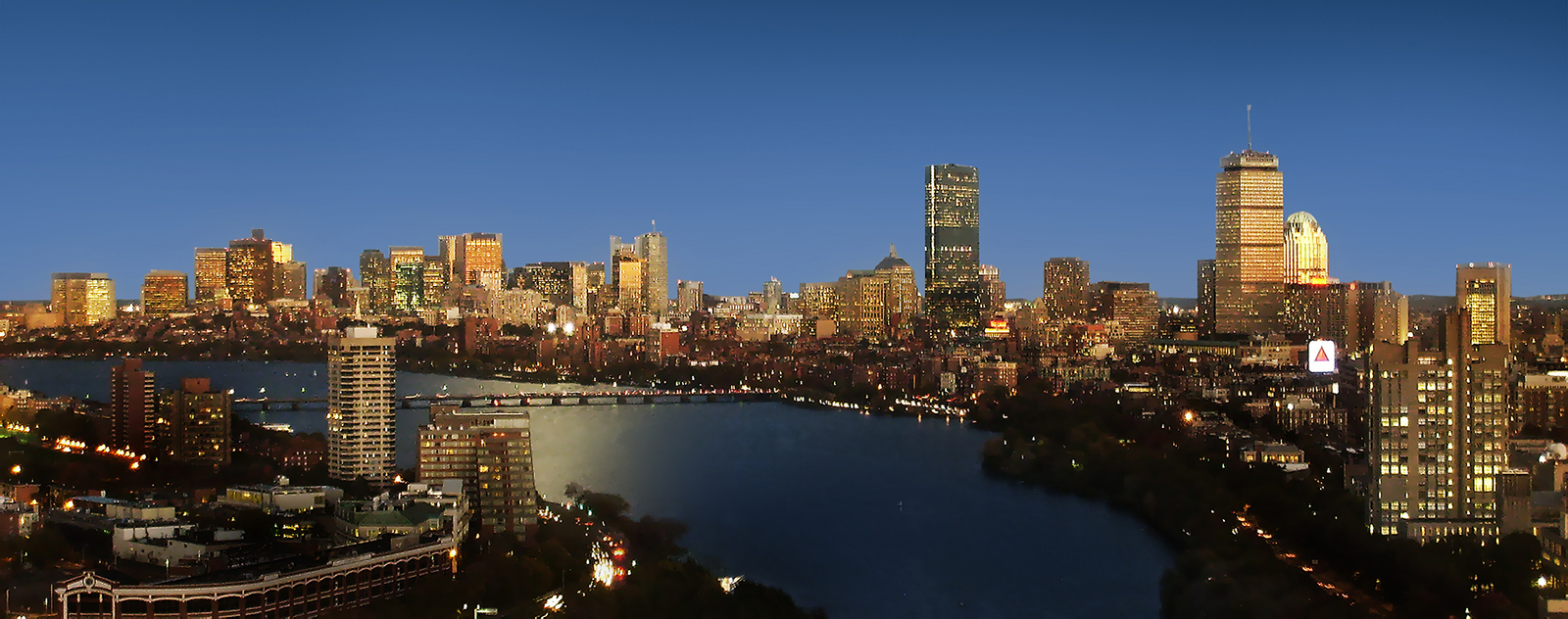
Centrala Boston i juni 2011.

Greater Boston (på svenska ibland kallat Storboston) är ett storstadsområde i nordöstra USA, i regionen New England. Greater Boston är beläget i delar av delstaterna Massachusetts, New Hampshire och Rhode Island, i och omkring Boston. Andra viktiga städer inom storstadsområdet är Cambridge och Quincy. Området har spelat en viktig roll i amerikansk historia, politik, kultur och litteratur.